# Lake St. Joseph
Lake St. Joseph är en sjö i nordvästra Ontario, Kanada. Den är belägen i Kenora District och Thunder Bay District. Sjön är 90 kilometer lång och som mest 18 kilometer bred. Den täcker en yta på 493 km² och ligger 374 meter över havet. 
Lake St. Joseph ingår i Jamesbuktens avrinningsområde och är källan till Albanyfloden. Den östra änden av sjön är tillgänglig via Ontario Highway 599. Närmaste samhälle är Pickle Lake.
Under pälshandelseran var sjön del av en färdväg för kanot. Hudson Bay-kompaniet hade verksamhet i området mellan 1786 och 1939.
Det krävs tillstånd för fiske i Lake St. Joseph. Glasögongös, gädda och gul abborre är förekommande fiskarter i sjön.